# Josaphat Bududu
Josaphat Jackson Bududu (ur. 6 marca 1977 w Kaliua) – tanzański duchowny rzymskokatolicki, biskup pomocniczy Tabory od 2025. 

## Życiorys
Studia filozoficzne i teologiczne odbył w wyższych seminariach duchownych w Kibosho i Kipalapala. Uzyskał doktorat z teologii duchowości w Instytucie Duchowości Tamil Nadu i Papieskim Instytucie św. Piotra w Bangalore, w Indiach. Święcenia kapłańskie przyjął 9 lipca 2009 i został inkardynowany do archidiecezji Tabory. Pełnił posługę w parafiach w Taborze i Kipalapala, pracował jako profesor w seminarium w Kipalapala, był również wikariuszem ds. życia konsekrowanego w archidiecezji Tabory.
26 lutego 2025 papież Franciszek mianował go biskupem pomocniczym archidiecezji Tabory przydzielając mu stolicę tytularną Vegesela in Numidia. Sakry udzielił mu 25 maja 2025 arcybiskup metropolita Tabory, kardynał Protase Rugambwa. 